# Karasiewo
Karasiewo – wieś w Polsce położona w województwie podlaskim, w powiecie suwalskim, w gminie Bakałarzewo.
Wieś szlachecka położona była w końcu XVIII wieku w powiecie grodzieńskim województwa trockiego. W latach 1954–1959 wieś należała i była siedzibą władz gromady Karasiewo, po jej zniesieniu w gromadzie Bakałarzewo. W latach 1975–1998 miejscowość administracyjnie należała do województwa suwalskiego.
Na północnym skraju wsi znajduje się Jezioro Karasiewek.

## Historia
Nie jest znana dokładna data powstania miejscowości Karasiewo. Najprawdopodobniej miało to miejsce w XVI wieku. Nazwa miejscowości wzięła się od nazwy jeziora Karasiewek. W 1827 roku naliczono 13 domów, w których mieszkało 82 ludzi. Karasiewo należało do parafii Bakałarzewo. Skutkiem II wojny światowej było zniszczenie 11 domów. Pozostałe budynki wymagały natychmiastowej naprawy. W 1946 roku oszacowano, że wieś została zniszczona w 20 proc.